# Göran Ellung
Hans Göran Ivar Ellung, född 2 november 1952 i Sollefteå, är en svensk journalist. 
Ellung studerade journalistik vid Kalix folkhögskola och senare journalisthögskolan i Stockholm.[när?] Efter studierna arbetade han som journalist på Sveriges Televisions Aktuellt och som dokumentärfilmare för Filmgruppen Svea. År 1989 belönades han tillsammans med kollegan Jan Scherman med Stora Journalistpriset för en granskning av det politiska spelet kring JAS-projektet.
Han rekryterades 1990 till det då nystartade TV4, där han var med och byggde upp det undersökande programmet Kalla Fakta och blev sedermera chef för samhällsredaktionen.
Från 2004 till 2007 var Ellung kommunikationsdirektör på kanalen. När tidigare programdirektören Tobias Bringholm tvingades avgå blev Ellung tillförordnad programdirektör för nyheter, samhällsprogram och sport, en position som senare blev permanent.
Fram till april år 2013 var han vd för Nyhetsbolaget som producerade TV4:s nyhets- och samhällsjournalistik.
Efter att ha lämnat TV4 driver Ellung det egna bolaget Ellung Media. I slutet av 2015 blev han dessutom vd för News55 Productions, ett produktionsbolag tillhörande webbplatsen News55. Han lämnade dock detta uppdrag redan under 2016. I januari 2023 hade Ellungs dokumentärserie Sveriges sista kungar premiär på SVT och SVT Play. 
Han är gift med skådespelerskan Ingalill Ellung.

## Dokumentärserier
- 2016 – Palme - Sista timmarna (TV4)
- 2017 – Stig Wennerström – Spion i kallt krig (TV4)
- 2019 – Hitlers dödsdömda svenskar (TV4)
- 2020 – Tage Erlander - makten och sanningen (SVT)
- 2023 – Sveriges sista kungar (SVT)